# Corydoras acrensis
Corydoras acrensis, vrsta malene koridoras ribe, somovke (red Siluriformes)  iz porodice Callichthyidae koja živi u bazenu rijeke Juruá u brazilskoj državi Acre po kojoj je vrsta i dobila ime.
Naraste svega do 3,0 cm (Burgess, W.E., 1992), a po drugim podacima i do 55 mm. Ženke su dosta veće i masivnije od mužjaka. Moguće ju je uzgajati u akvarijima i to u jatima od najmanje šest riba, koje se mogu hraniti komercijalnim tabletama, granulama i pahuljicama, ali i svježom ili zamrznutom hranom kao što su gliste za pecanje, planktonskim račićima Daphnia i crvima Tubifex.
U akvariju za njezin uzgoj poželjno je imati visoke ili plutajuće biljke, a dno posipano finim pijeskom ili zaobljenim šljunkom; nezaobljeni šljunak mogao bi oštetiti ribu kada se pokušava ukopati u njega.
Vrstu Corydoras acrensis opisao je Nijssen, 1972. Rodu zasada pripada ukupno 155 vrsta.